# Мейери
Ме́йери (фин. Mejeri) — посёлок в составе Хаапалампинского сельского поселения Сортавальского района Республики Карелия.

## Общие сведения
Расположен на берегу залива в северо-западной части Ладожского озера, на трассе А121 («Сортавала») в 13 км от города Сортавала.
Через посёлок проходит ежегодный этап чемпионата России по авторалли «Белые ночи».

## Население
| 2002 | 2009 | 2010 | 2013 |
| ---- | ---- | ---- | ---- |
| 12   | ↗24  | ↗38  | ↗39  |